# Ulrich Becher

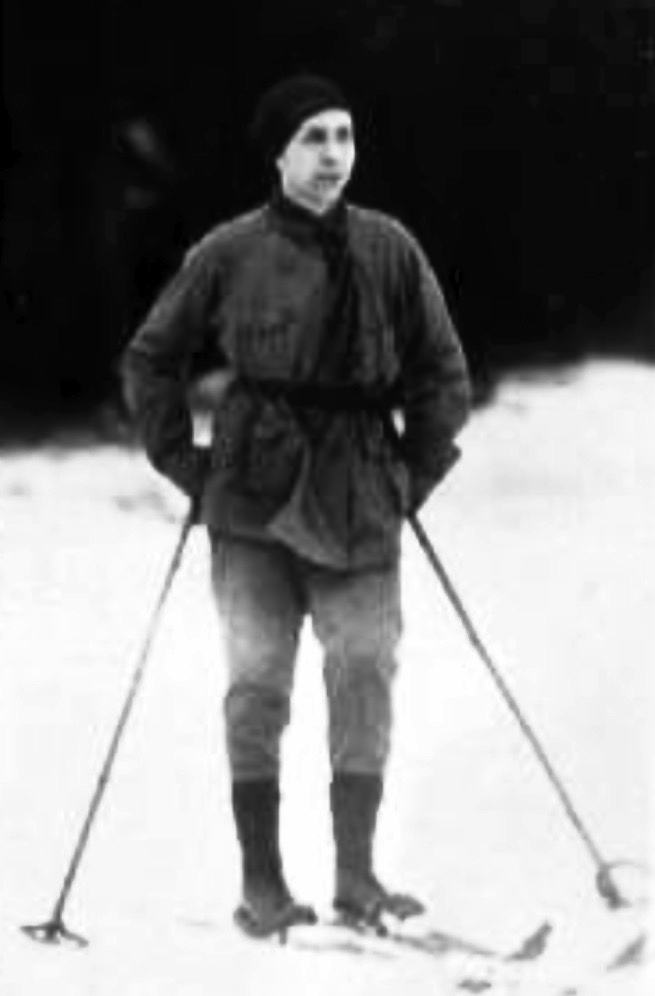
Ulrich Becher, 1924

Ulrich Becher (* 2. Januar 1910 in Berlin; † 15. April 1990 in Basel) war ein deutscher Schriftsteller und Theater-Autor.

## Leben und Werk
Ulrich Becher wurde in Berlin als Sohn des Rechtsanwalts Richard Becher und der Pianistin Elisabeth Ulrich geboren. Nach dem Besuch des Siemens-Realgymnasiums in Berlin und der auf Reformpädagogik basierenden Freien Schulgemeinde in Wickersdorf, begann er in Genf und Berlin das Studium der Rechte. Gleichzeitig begann er eine Ausbildung zum Kunstmaler. Schon während der Schulzeit hatte er die Bekanntschaft des Malers und Graphikers George Grosz gemacht, der sein grafisches Talent erkannte und ihn als einzigen Meisterschüler aufnahm.
Aber seine Fähigkeiten lagen auch auf poetischem Gebiet. Ab 1932 war er Mitglied der PEN; es erschien Bechers Novellenband Männer machen Fehler bei Rowohlt, doch schon 1933 wurde sein Werk als „entartete“ Literatur öffentlich verbrannt. Am Tag nach dem Reichstagsbrand flüchtete Becher aus Deutschland nach Österreich und nahm die österreichische Staatsbürgerschaft an. Dies kommentierte er so: „Ich bin Österreicher geworden, weil ein Österreicher namens Hitler Deutscher geworden ist.“ Bis zum Anschluss lebte er vor allem in Wien, aber auch in verschiedenen anderen europäischen Städten wie Paris, Prag und London. Becher war evangelisch. Am 11. November 1933 heiratete er eine frühere Kommilitonin von der Juristischen Fakultät, Dana Roda Roda, die Tochter des berühmten österreichisch-ungarischen Schriftstellers Alexander Roda Roda und nahm in der Folge die österreichische Staatsbürgerschaft an. Aus der Ehe ging 1944 der Schriftsteller, Drehbuchautor und Fechter Martin Roda Becher hervor.
Als Sohn der Schweizer Pianistin Elisabeth Ulrich hoffte Ulrich Becher, in der Schweiz als Schriftsteller leben zu können, doch in den Augen der Schweizer Behörden verstieß seine antifaschistische Haltung gegen das Neutralitätsprinzip. Die Fremdenpolizei versagte ihm die Arbeitserlaubnis und legte ihm nahe, ins Ausland zu emigrieren. Daraufhin schloss sich das Ehepaar Becher der Gruppe um Hermann Mathias Görgen an, mit der dem Paar im März 1941 die Flucht über Portugal nach Brasilien gelang.
Die Bemühungen um ein Visum für die USA zogen sich drei Jahre hin. Als sie endlich die Einreisegenehmigung erhielten, übersiedelten sie 1944 nach New York zu den Schwiegereltern.
1948 kehrte Ulrich Becher nach Europa zurück, mit einem Theaterstück Der Bockerer im Gepäck, das er zusammen mit Peter Preses verfasst hatte. Das Stück sollte in Wien zu einem großen Erfolg werden. 1954 ließ er sich in Basel nieder. 1969 erschien bei Rowohlt sein autobiographisch geprägter Roman Murmeljagd, in welchem er die vermeintliche und tatsächliche Bedrohung, die Einsamkeit und Verlassenheit eines nach 1938 politisch in Österreich verfolgten, in die Schweiz exilierten Journalisten thematisch verarbeitet. 1955 erhielt er für Mademoiselle Löwenzorn den Dramatikerpreis des Deutschen Bühnenvereins, 1976 den Gesamtwerkspreis der Schweizerischen Schillerstiftung.
Sein Nachlass befindet sich im Schweizerischen Literaturarchiv in Bern und im Exil-Archiv der Deutschen Nationalbibliothek in Frankfurt.
Eine Auswahl seiner Bücher, Graphiken und Zeichnungen aus den zwanziger und dreißiger Jahren wurde im Mai 2012 in der Galerie Rotes Antiquariat in Berlin ausgestellt. Es erschien eine kleine Publikation mit farbigen Abbildungen seiner Arbeiten. Eröffnet wurde die Ausstellung u. a. von Martin Roda Becher.

## Werke

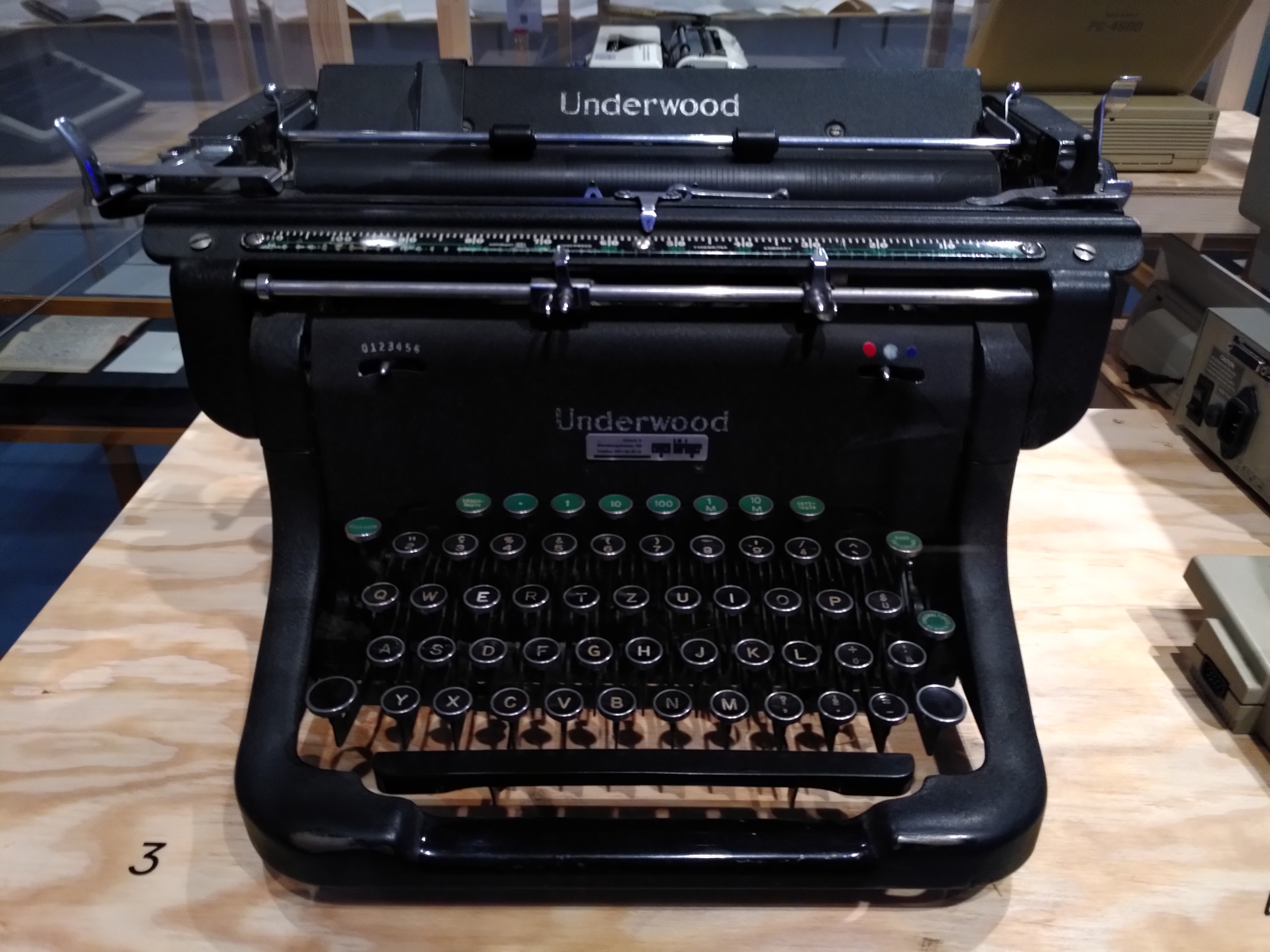
Schreibmaschine von Ulrich Becher

- Männer machen Fehler. Erzählungen. Rowohlt, Berlin 1932.
- Niemand. Neuzeitliches Mysterienspiel. Julius Kittl Nachf., Mährisch-Ostrau 1934.
- Die Eroberer. Geschichten aus Europa. Geleitwort Ernst Glaeser, Oprecht, Zürich 1936.
- Das Märchen vom Räuber, der Schutzmann wurde. Moritat. Mit einem Vorwort von Willy Keller. Notgemeinschaft Deutscher Antifaschisten, Rio de Janeiro 1943 (= Notbücherei deutscher Antifaschisten. Band 1).
- mit Peter Preses: Der Bockerer. Tragische Posse. Sexl, Wien 1946. Als Bühnenstück 1978 uraufgeführt in Mannheim.
- Reise zum blauen Tag. Verse. Volksstimme, St. Gallen 1946.
- mit Peter Preses: Der Pfeifer von Wien. 1950.
- Nachtigall will zum Vater fliegen. Ein Zyklus Newyorker Novellen in vier Nächten. Sexl, Wien & Weismann, München 1950[4]
- Brasilianischer Romanzero. Frick, Wien & Classen, Zürich 1950.
- Die Kleinen und die Großen. Posse. 1955.
- Der Herr kommt aus Bahia. Schauspiel. 1957.
- Kurz nach 4. Roman. Rowohlt, Hamburg 1957; wieder 1976 und bei Arco, Wuppertal 2011, ISBN 978-3-938375-45-7.
- Spiele der Zeit. Rowohlt, Hamburg 1957. Enthält Samba, Feuerwasser und Die Kleinen und die Großen
- Männer machen Fehler. Geschichten der Windrose. Rowohlt, Hamburg 1958.
- Das Herz des Hais. Roman. Rowohlt, Reinbek 1960.
- Makumba. Tragikömodie. 1965.
- Spiele der Zeit. Band 2. Berlin 1968. Enthält Niemand, Makumba und Mademoiselle Löwenzom.
- Murmeljagd. Roman. Rowohlt, Reinbek 1969; Neuauflage Schöffling, Frankfurt 2009. (Autobiographisch angelegt)
- Männer machen Fehler. Zwölf Kurzgeschichten. Rowohlt, Hamburg 1970.
- Ihre Sache, Madame! und andere Erzählungen. Aufbau, Berlin (DDR) 1973.
- Das Profil. Roman. Rowohlt, Reinbek 1973.
- William’s Ex-Casino. Roman. Benziger, Köln 1973.
- Biene, gib mir Honig. 1974. Komödie.
- New Yorker Novellen. Benziger, Köln 1974[5]
- Siff. Selektive Identifizierung von Freund und Feind. Essays. Benziger, Köln 1978.
- Franz Patenkindt. Romanze von einem deutschen Patenkind des François Villon in fünfzehn Bänkelsängen. Berliner Handpresse, Berlin 1979.
- Vom Unzulänglichen der Wirklichkeit. Zehn nicht so nette Geschichten. Lenos, Basel 1983.
- Die Eroberung einer Kleinstadt. Sprechtheater, Schauspiel. In Das Beste, Auswahlbücher, Nr. 483, Stuttgart 1983 ISBN 3-87070-196-X; wieder Thomas Sessler, Wien 2001.
- Abseits vom Rodeo. Novelle. Lenos, Basel 1991.
- "Ich lebe in der Apokalypse". Briefe an die Eltern. Hrsg. + Einleitung Martin Roda Becher in Zusammenarbeit mit Marina Sommer und Dieter Häner. Verlag der Theodor Kramer Gesellschaft, Wien 2012,  ISBN 978-3-901602-39-9.
- Murmeljagd. Roman. Neuausgabe mit einem Nachwort von Eva Menasse. Schöffling & Co., Frankfurt am Main 2020, ISBN 978-3-89561-454-5.
- New Yorker Novellen. Herausgegeben und mit einem Nachwort von Moritz Wagner. Schöffling & Co., Frankfurt am Main 2020, ISBN 978-3-89561-453-8.
- Das Herz des Hais. Roman. Neuausgabe mit einem Essay von Eva Menasse. Schöffling & Co., Frankfurt am Main 2021, ISBN 978-3-89561-456-9.